# Benedikt Weber

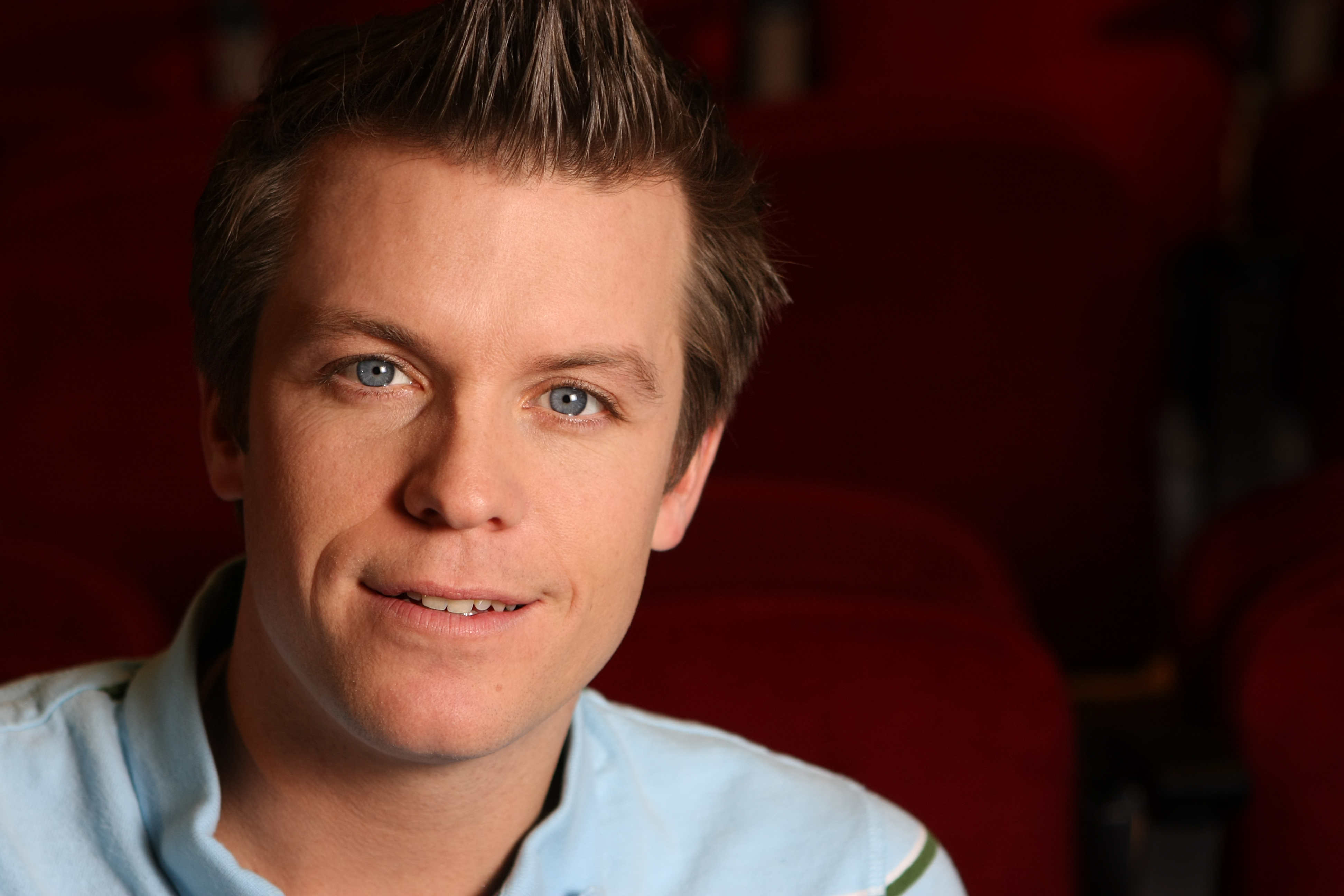
Benedikt Weber bei Dein Song

Benedikt „Beni“ Weber (* 18. Januar 1974 in München) ist ein deutscher Moderator, Synchronsprecher, Schauspieler, Fernsehproduzent, Regisseur und Kinderbuchautor.

## Leben
Weber begann ein Studium in Rechtswissenschaften. Im zweiten Semester wurde er von einer Kommilitonin gebeten, sie zu einem Moderatoren-Casting zu begleiten, wo er gebeten wurde, auch mitzumachen. Nach Webers Aussage haben sich 6000 Personen auf die Stelle beworben. Daraufhin wurde er drei Monate später zu einem weiterführenden Casting mit 60 weiteren Personen in die Bavaria Filmstudios eingeladen. Dort erst erfuhren sie, dass es sich um eine Moderatorenstelle für den Disney Club handelte, welche Weber daraufhin erhielt. Dadurch, dass er immer mehr Arbeit als Moderator hatte, beendete er sein Studium. Da Weber ein schlechtes Gefühl bekam, absolvierte er an der Bayerischen Akademie für Werbung und Marketing ein zweijähriges Wochenendstudium im Bereich „Medienmarketing“.
Weber ist mit einer Innenarchitektin aus Florida verheiratet und hat mit ihr zwei Kinder.

## Karriere
Im Kinder- und Jugendfernsehen gehört Weber zu den aktivsten Synchronsprechern Deutschlands. Seine Stimme ist im Fernsehen und auf Kinoleinwänden in vielen Serien und Filmen zu hören.
Seit Anfang der 1990er Jahre bis heute moderiert Weber zahlreiche Kinder- und Jugendsendungen. Auch trat er in Nebenrollen als Schauspieler auf.
Seit 2003 betätigt er sich auch als Regisseur und Produzent, wie beispielsweise für die Action-Dokumentations-Sendung „Beni Querbeet“, die von 2004 bis 2007 täglich auf Disney Channel ausgestrahlt wurde. Hauptsächlich arbeitet der Englisch und Französisch sprechende Synchronsprecher für Disney. Außerdem ist er als deutscher Sprecher von Stan Marsh in der Trickserie South Park bekannt. Seit Juli 2011 betätigt er sich auch erfolgreich als Kinderbuchautor.
Im Mai 2008 gründete Weber seine eigene Produktionsform Produktion34.
Von 2011 bis 2013 war er als freier Mitarbeiter für das Dokutainment-Format Galileo auf ProSieben tätig, wo er als Außenreporter beschäftigt war.
Von 2013 bis 2016 moderierte er die Sendung Woozle Goozle. Von 2016 bis 2018 wurde die Sendung unter dem Namen Woozle Goozle und die Weltentdecker ausgestrahlt, die er anfangs auch moderierte, bevor er Ende 2018 zum Disney Channel wechselte und Woozle Goozle verließ.

## Weltrekorde
Weber hält den Weltrekord für das schnellste Trinken einer Flasche Ketchup mit 32,37 Sekunden, welchen er im Chong’s Diner in Nürnberg aufstellte.
Am 17. April 2018 stellte Weber zur Erstvorführung von Die Beni Challenge im Gabriel Filmtheater den Weltrekord im meisten in 30 Sekunden gegebenen Doppel-High-Fives auf, indem er 60 Fans abklatschte. Dieser Rekord wurde ihm am 17. August 2018 von Madeleine Wehle genommen.

## Moderationen (Auszug)
| Jahr      | Sendung                                        | Sender                               |
| --------- | ---------------------------------------------- | ------------------------------------ |
| 1994      | Disney Club                                    | Das Erste                            |
| 1995–1996 | Junior Club                                    | Bayerisches Fernsehen                |
| 1995–2007 | Pumuckl TV                                     | Das Erste                            |
| 1995–2007 | Art Attack                                     | Super RTL/Disney Channel             |
| 1998–2000 | Boing                                          | KiKA/Bayerisches Fernsehen/Das Erste |
| 1998      | Das Verkehrsquiz                               | Das Erste                            |
| 1999      | Disney Time – Grand Canyon                     | RTL                                  |
| 1999–2002 | live@five                                      | Disney Channel                       |
| 2000      | Disney Time – Kruger-Nationalpark              | RTL                                  |
| 2000–2006 | Cool oder Crash                                | Das Erste/KiKA/Bayerisches Fernsehen |
| 2001      | Disney Time – Special Effects                  | RTL                                  |
| 2001      | Disney Time                                    | ProSieben                            |
| 2003–2004 | Funtagantisch – Die Disney Channel Show        | Disney Channel                       |
| 2004–2007 | Disney Time (Wochenend-Frühprogramm)           | kabel eins                           |
| 2004–2007 | Beni Querbeet                                  | Disney Channel                       |
| 2008      | Dein Song                                      | KiKA/ZDF                             |
| 2008      | Dragonfly TV – dem Wissen auf der Spur         | Super RTL                            |
| 2008      | High School Musical 3 – Die Fanshow            | Disney Channel                       |
| 2009      | Hannah Montana – Die Fanshow                   | Disney Channel                       |
| 2009      | Die Fantastische Dino Expedition               | Super RTL                            |
| 2009      | Die Disney Fanshow – Alle deine Stars          | Super RTL                            |
| 2010      | Die Zauberer vom Waverly Place – Fanshow       | Disney Channel                       |
| 2010      | Disney Pixar Fanshow – Toy Story, Nemo & Co    | Super RTL                            |
| 2011      | Fluch der Karibik - Special                    | Super RTL                            |
| 2011      | Galileo – Extrem Survival Dschungel / China    | ProSieben                            |
| 2011      | Tanzen ist Alles – Die große Disney Dance Show | Super RTL                            |
| 2011      | König der Löwen – Special                      | Super RTL                            |
| 2011      | TOGGO Reporter                                 | Super RTL                            |
| 2011      | Galileo – Extrem Survival Insel / Seychellen   | ProSieben                            |
| 2012      | Galileo – Extrem Survival Sumpf / Pantanal     | ProSieben                            |
| 2012–2019 | Woozle Goozle                                  | Super RTL                            |
| 2014      | Mission Gold! Der Fluch der Maya               | Super RTL                            |
| seit 2015 | Europa-Park Junior Club                        | Europa-Park Channel auf Youtube      |
| seit 2018 | Die Beni Challenge                             | Disney Channel                       |

## Sprecherrollen (Auszug)
Drake Bell
- 2007: Drake & Josh … als Drake Parker
- 2007: Drake & Josh und die Riesengarnele … als Drake Parker
- 2009: Fröhliche Weihnachten, Drake & Josh … als Drake Parker
- 2011: Ein Cosmo & Wanda Movie: Werd’ erwachsen Timmy Turner! … als Timmy Turner
- 2012: Rags … als Shawn
- 2013: Cosmo & Wanda – Ziemlich verrückte Weihnachten … als Timmy Turner
- 2014: Cosmo & Wanda – Auwei Hawaii! … als Timmy Turner

Chris Evans
- 2005: Fantastic Four – Chris Evans … als Johnny Storm
- 2007: Fantastic Four: Rise of the Silver Surfer – Chris Evans … als Johnny Storm
- 2024: Deadpool & Wolverine – Chris Evans als Johnny Storm

Ryan Reynolds
- 2002: Party Animals – Wilder geht’s nicht! … als Van Wilder
- 2003: Foolproof … als Kevin
- 2005: Wild X-Mas … als Chris Brander

Paul Wesley
- 2006: Gefallene Engel … als Aaron Corbett
- 2007: Gefallene Engel 2 … als Aaron Corbett
- 2007: Gefallene Engel 3 … als Aaron Corbett

Cam Gigandet
- 2009: Twilight – Bis(s) zum Morgengrauen … als James
- 2009: The Unborn … als Mark Hardigan
- 2009: Pandorum … als Gallo

Ryan Phillippe
- 2001: Startup … als Milo Hoffman
- 2004: L.A. Crash … als Officer Hanson

Jesse McCartney
- 2008: Tinkerbell … als Terence
- 2009: Tinkerbell – Die Suche nach dem verlorenen Schatz … als Terence

### Serien
- 1993–2000: Das Leben und Ich – Rider Strong … als Shawn Hunter
- 1994–1997: Ocean Girl – Jeremy Angerson … als Kal
- 1995–1997: Sailor Moon – Keiichi Nanba … als Umino Gurio (2. Stimme)
- 1995–1999: Auf schlimmer und ewig – David Faustino … als Jimbo Basilli
- 1998–2000: Beverly Hills, 90210 – Daniel Cosgrove … als Matt Durning
- 1998–2000: PB&J Otter – Die Rasselbande vom Hoohaw-See … als Ootsie
- 1998–2001: CatDog – Jim Cummings … als Cat
- seit 1999: South Park – Trey Parker … als Stan Marsh
- seit 1999: Pokémon … als A.J, Damien, Karnimani
- 2001: Für alle Fälle Amy – Tom Welling … als Rob Meltzer
- 2001: Veronica – Daryl Mitchell … als Leo Michaels
- 2002: Taken – Adam Kaufman … als Charlie Keys
- 2002–2011: Family Guy … u. a. als Bertram
- 2003–2009: American Chopper … als Paul Teutul jr.
- 2007–2008: Skins – Hautnah - Rhys Wakefield … als Graham „Gra“ Morrison
- 2009–2013: 90210 – Matt Lanter … als Liam Court
- 2012–2015: Melissa & Joey – Joey Lawrence … als Joseph „Joey“ Longo
- 2013: The New Normal – Andrew Rannells … als Bryan Collins
- 2013: S3 – Stark, schnell, schlau  – Jeremy Kent Jackson ... als Douglas Davenport
- 2014: One Piece … als Mr.2 / Bon Curry
- 2014–2019: Jane the Virgin  … als Michael Cordero,Jr.
- 2020: Bridgerton … als Nigel Berbrooke
- seit 2021: Monster bei der Arbeit – Stephen Stanton ... als Needleman

### Filme
- 1988: Moonwalker - Michael Jackson … als Michael Jackson 2. Synchro 2005
- 1993: Sailor Moon – Gefährliche Blumen – Tomoko Maruo … als Fiore (Kind)
- 1996: Flirting with Disaster – Ein Unheil kommt selten allein – Glenn Fitzgerald … als Lonnie Schlichting
- 1998: Halloween H20 – Adam Hann-Byrd … als Charlie Deveraux
- 1998: Eine wüste Bescherung – Jonathan Taylor Thomas … als Jake Wilkinson
- 2000: Road Trip – DJ Qualls … als Kyle
- 2001: Chihiros Reise ins Zauberland … als Ao
- 2001: Die Monster AG – Dan Gerson … als Needleman
- 2001: Ritter aus Leidenschaft – Alan Tudyk … als Wat Falhurst, Sir Williams Junker
- 2001: The Santa Clause 2 – Eine noch schönere Bescherung – David Krumholtz … als Bernard, the Arch-Elf
- 2001: Das Haus am Meer – Hayden Christensen … als Sam Monroe
- 2002: Nicholas Nickleby – Charlie Hunnam … als Nicholas Nickleby
- 2003: Eloise – Weihnachten im Plaza-Hotel – Gavin Creel … als Bill
- 2003: Liebe mit Risiko – Gigli – Justin Bartha … als Brian
- 2003: 11:14 – Blake Heron … als Aaron
- 2003: Till Eulenspiegel … als Till Eulenspiegel
- 2003: Findet Nemo – Rove McManus … als Bernie
- 2004: Rote Karte für die Liebe – Libero De Rienzo … als Bart
- 2004: Harry Potter und der Gefangene von Askaban – Lee Ingleby … als Stan Shunpike
- 2004: Ich bin immer für Dich da! – Zayed Khan … als Lucky
- 2005: Kifferwahn – Christian Campbell … als Jimmy Harper
- 2005: Herbie Fully Loaded – Ein toller Käfer startet durch – Jimmi Simpson … als Crash
- 2005: Hitch – Der Date Doktor – Ptolemy Slocum … als Ron, Speeddater Nr. 5
- 2005: Die Kühe sind los – Cuba Gooding junior … als Buck
- 2006: Merlin 2 – Der letzte Zauberer … als Jack
- 2006: Cars - Jess Harnell … als Chuck Armstrong
- 2006: Crank – Jose Pablo Cantillo … als Ricky Verona
- 2006: Ich werde immer wissen, was du letzten Sommer getan hast …  als Roger
- 2007: Disturbia – Jose Pablo Cantillo … als Officer Gutierrez
- 2009: Ex  – Malik Zidi … als Marc
- 2010: Pokémon … als Hordeo
- 2012: Die Trauzeugen – Kevin Bishop … als Graham
- 2014: Teenage Mutant Ninja Turtles – Noel Fisher … als Michelangelo
- 2014: Asterix im Land der Götter - Élie Semoun … als Cubitus, Legionär #1
- 2015: Kind 44 – Sam Spruell … als Dr. Tyapin
- 2017: Cars 3: Evolution – Armie Hammer … als Jackson Storm
- 2020: Der Fall Richard Jewell – Dylan Kussman … als Bruce Hughes
- 2020: Familie Willoughby – Will Forte  … als Tim Willoughby
- 2020: Jingle Jangle Journey: Abenteuerliche Weihnachten! – Tobias Poppe … als Buddy 3000
- 2022: Chip und Chap: Die Ritter des Rechts … als Chip

## Hörbücher und Hörspiele
- 2006: Drachenzähmen leicht gemacht, Arena, ISBN 978-3-401-25035-9
- 2007: Drachensprache leicht gelernt, Arena, ISBN 978-3-401-25917-8
- 2007: Abenteuer mit Pom-Bär und seinen Freunden, cbj, ISBN 978-3-86604-783-9
- 2007: Pom-Bär und seine Freunde im Zirkus, cbj, ISBN 978-3-86604-782-2
- 2009: Der frechste Drache der Welt, Arena, ISBN 978-3-401-26352-6
- 2010: Der frechste Drache – Die Suche nach dem geheimen Buch von Kate Klimo, Arena, ISBN 978-3-401-26353-3
- 2014: Superstarke Fußballgeschichten, der Hörverlag, ISBN 978-3-8445-1425-4
- 2018: Drachenzähmen leicht gemacht: Suche nach dem Drachenjuwel, Arena, ISBN 978-3-401-24087-9